# Société française de spectrométrie de masse
La Société française de spectrométrie de masse (SFSM) est une association régie par la loi de 1901.
Ses objectifs sont de :
- promouvoir la spectrométrie de masse et les techniques associées ;
- participer à leurs enseignements ;
- rassembler les personnes intéressées par la spectrométrie de masse ;
- assurer les échanges d'information avec les organisations scientifiques françaises et étrangères.

Elle organise un congrès annuel itinérant en France, des journées thématiques, et remet un prix chaque année à un jeune chercheur.
La SFSM est membre de l'International Mass Spectrometry Society.

## Club des Jeunes Spectrométristes de Masse
Le Club des Jeunes Spectrométristes de Masse (CJSM) est une entité de la SFSM. Ses objectifs sont identiques mais plus particulièrement dirigée vers les « jeunes » (étudiants, doctorants, jeunes docteurs).
L’activité principale du CJSM est l’organisation des « Rencontres » : une semaine où les membres du CJSM se retrouvent afin de profiter de cours donnés par des seniors de la profession et l’occasion pour les participants de présenter leurs travaux,. 
Depuis sa création en 1995 le Club jeune est présent au congrès annuel de la SFSM organisé en septembre, avec l'organisation d'une demi-journée durant. Cette réunion permet de présenter ses travaux, et d'organiser une élection partielle du bureau (le tiers), bureau composé au total de 9 personnes,. 